# Citrongul skivlav
Citrongul skivlav (Psilolechia lucida) är en lavart som först beskrevs av Erik Acharius, och fick sitt nu gällande namn av M. Choisy. Citrongul skivlav ingår i släktet Psilolechia och familjen Pilocarpaceae.  Arten är reproducerande i Sverige. Inga underarter finns listade i Catalogue of Life.

## Källor

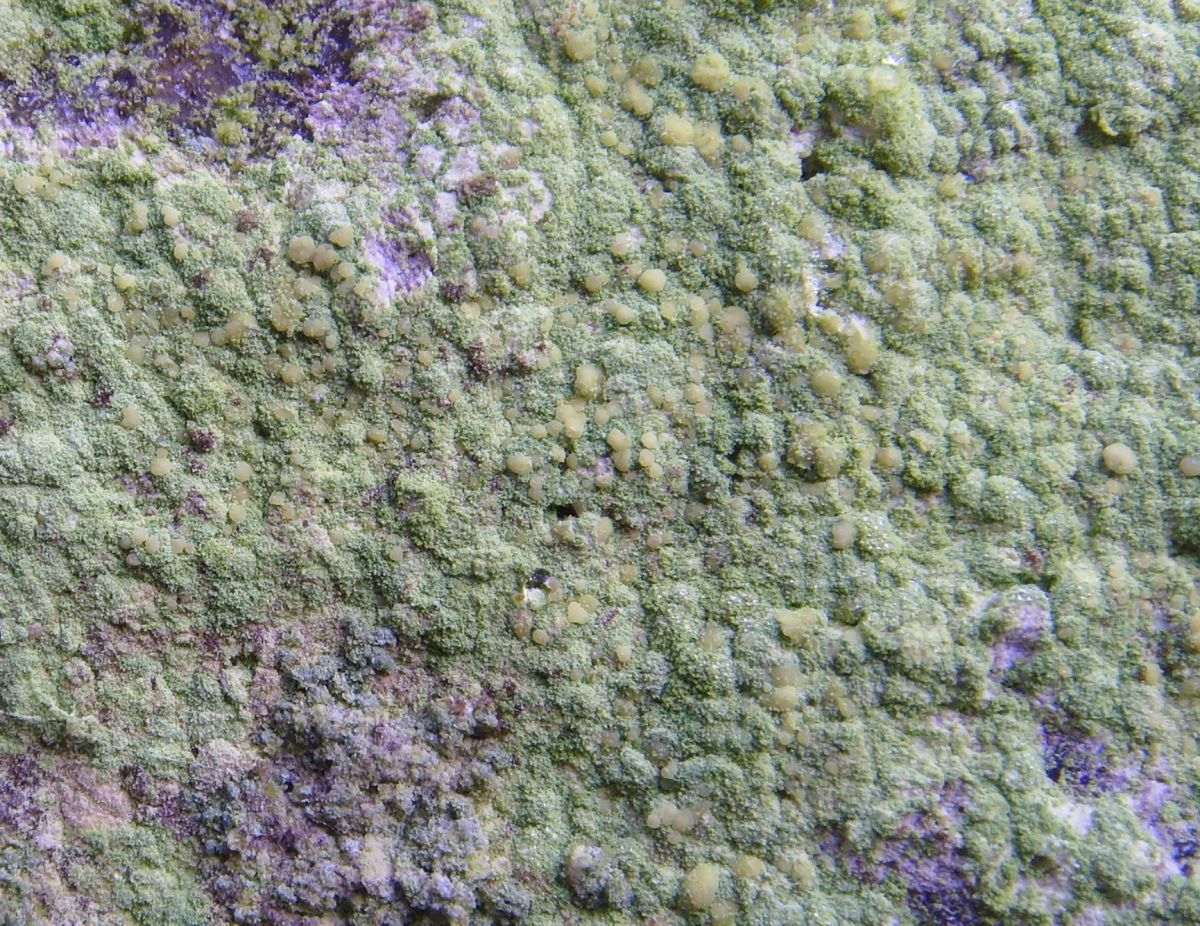